# Жалтырсор (озеро)
Жалтырсор (каз. Жалтырсор) — заболоченное озеро в Жамбылском районе Северо-Казахстанской области Казахстана. Находится в 6 км к западу от села Майбалык.
По данным топографической съёмки 1940-х годов, площадь поверхности озера составляет 1,62 км². Наибольшая длина озера — 1,7 км, наибольшая ширина — 1,2 км. Длина береговой линии составляет 5 км, развитие береговой линии — 1,1. Озеро расположено на высоте 151,2 м над уровнем моря.